# مرگ و تشییع اکبر هاشمی رفسنجانی
اکبر هاشمی رفسنجانی روز یکشنبه ۱۹ دی ۱۳۹۵، در سن ۸۲ سالگی به روایت رسانه‌های حکومتی و اعلام مراجع رسمی به علت ایست قلبی درگذشت.

## مرگ
هاشمی رفسنجانی ساعت ۱۸:۲۰ دقیقه روز یکشنبه ۱۹ دی ۱۳۹۵ در حالی که به تنهایی در استخر کوشک متعلق به مجمع تشخیص مصلحت نظام در نزدیکی مجموعه سعدآباد شنا می‌کرد، دچار علائم ایست قلبی شد و در شرایطی که علائم حیاتی نداشت، به بیمارستان شهدای تجریش منتقل شد. عملیات احیای قلبی برای وی انجام شد، اما بیش از یک ساعت تلاش برای احیای وی عملیات ناموفق ماند و در ساعت ۱۹:۳۰ دقیقه همان روز، پزشکان درگذشت وی را اعلام کردند.
رفسنجانی پیش از آن در جایی گفته بود که معمولاً هفته‌ای دو بار و تنها در استخر شنا می‌کند.
پس از این حادثه مهدی هاشمی از زندان با خودروی نیروی انتظامی برای دیدن هاشمی وارد بیمارستان شد. سایر فرزندان وی و رئیس‌جمهوری نیز در بیمارستان حاضر شدند. بعد از تأیید خبر مرگ هاشمی وزیر بهداشت گفت ظاهراً تیم پزشکی همراه ایشان نبوده، درحالی که همراه شخصیت‌ها باید تیم پزشکی حاضر باشد. سید مهدی طباطبایی از نزدیکان وی او را «شهید راه حق» دانست.
پیکر وی همان روز درگذشتش از بیمارستان به حسینیه جماران منتقل شد و شخصیت‌های سیاسی و مذهبی برای وداع به جماران مراجعه کردند. دو روز بعد پیکر وی برای تشییع به دانشگاه تهران منتقل گردید.

## محل دفن و تشییع

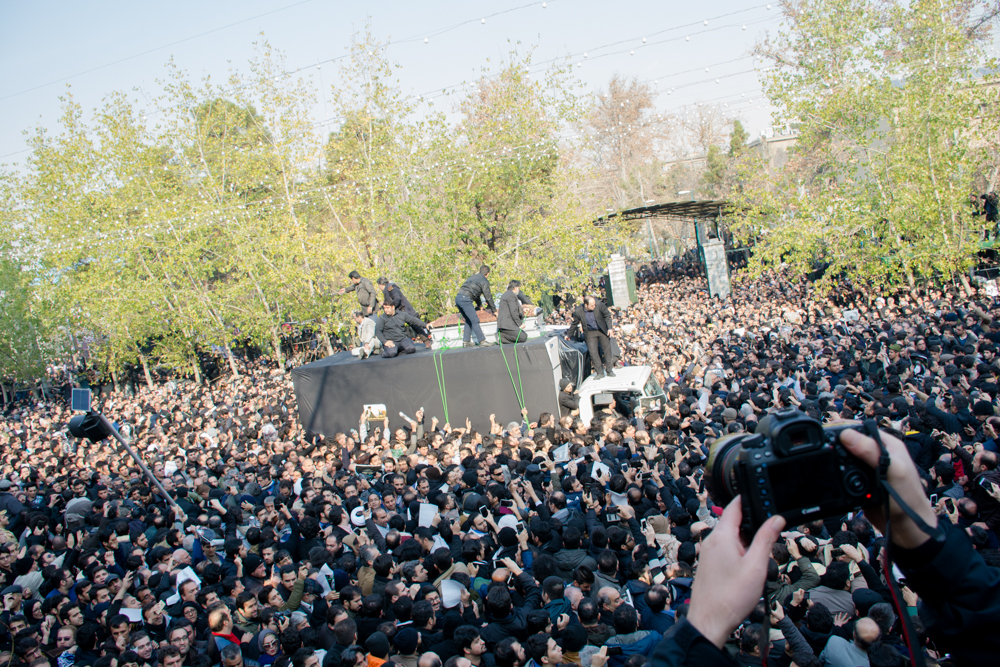
تشییع پیکر رفسنجانی از مقابل دانشگاه تهران

پس از مرگ اکبر هاشمی رفسنجانی چندین مکان برای محل دفن وی مد نظر قرار داشت که در نهایت تصمیم بر این شد که وی در آرامگاه سید روح‌الله خمینی دفن شود؛ و مراسم تشییع از ساعت ۱۰ صبح روز ۲۱ دی ۹۵ از جلوی دانشگاه تهران آغاز شد.

### نماز میت
نماز میت اکبر هاشمی رفسنجانی به امامت رهبر جمهوری اسلامی ایران سید علی خامنه‌ای خوانده شد. اما با این حال اقامه این نماز نیز با برخی حواشی همراه بود. خامنه‌ای در این نماز جملهٔ مستحب «اللهم انًا لا نعلم منه الا خیرا» (ترجمه: خدایا ما جز خوبی از او ندیدیم) را که پیش از این در نماز میت محمدرضا مهدوی کنی و عزیزالله خوشوقت و خدیجه ثقفی سه مرتبه قرائت کرده بود، نخوانده و به‌جای آن جمله مستحب «اللّهُمَّ إنَّکَ قَبَضتَ رُوحَهُ وَ أنتَ غَنیٌّ عَن عَذابِه وَ هُوَ مُحتاجٌ إلی رَحمَتِک» (ترجمه: خدایا تو او را قبض روح کردی و تو از عذاب او بی‌نیازی و او به رحمت تو نیازمند است) را قرائت نمود و در پایان دعای نماز نُه مرتبه تعبیر «عَفوَکَ» (ترجمه: از او بگذر) را تکرار نمود.

### تشییع میلیونی
بنابه گفته مسئولان ایران، جمعیت بسیار بالایی در تشییع جنازه اکبر هاشمی رفسنجانی شرکت کردند به طوری که حرکت در مسیرها به سختی و کندی صورت می‌گرفت. حسینعلی امیری معاون رئیس‌جمهور گفت: طبق آمار اعلامی از سوی استانداری تهران حداقل دو و نیم میلیون نفر برای مراسم تشییع پیکر آیت‌الله هاشمی در دانشگاه تهران و اطراف آن حضور داشتند. این تشییع با به خاک سپردن وی در حرم سید روح‌الله خمینی، خاتمه یافت. تشییع جنازه او بزرگ‌ترین تشییع جنازه بعد از خمینی بوده‌است و تعداد حاضران را به بیش از ۲٫۵ میلیون نفر تخمین زده‌اند.

### تظاهرات حامیان جنبش سبز
در حین تشییع وی هزاران نفر از حامیان جنبش سبز شعارهایی در خصوص رفع حصر میرحسین موسوی و مهدی کروبی سر دادند. صداسیما در اکثر مواقع مجبور شده بود آهنگ روی تصاویر بگذارد تا صدای شعارها شنیده نشود.

## واکنش‌ها
- سید علی خامنه‌ای در پیامی تسلیت خود گفت: با فقدان هاشمی اینجانب هیچ شخصیت دیگری را نمی‌شناسم که تجربه‌ای مشترک و چنین درازمدت را با او در نشیب و فرازهای این دوران تاریخ‌ساز به یاد داشته باشم.[۲۴]
- سید محمد خاتمی در پیامی با تسلیت درگذشت هاشمی رفسنجانی نوشته‌است: او اندیشمندی اسلام‌شناس و آزادی‌خواه و انقلابی و خستگی ناپذیر و مورد اعتماد و عنایت ویژه آیت‌الله خمینی و گره گشا در تنگناها و بحران‌ها بود و قهرمانی که جز به اعتلاء انقلاب و ایران و دفع و رفع خطرها از نظام و مردم نیندیشید و عمل نکرد.
- حسن روحانی: امروز اسلام سرمایه‌ای پرارزش، ایران امیری بزرگ، انقلاب اسلامی پرچمداری شجاع و نظام مدبری کم‌نظیر را از دست داد. او محبوب امام بود و خادم مردم؛ هرکجا که او مسئولیت آن را بر عهده داشت، مایه آرامش امام و رهبری و مردم بود.[۲۵]
- علی لاریجانی رئیس مجلس ایران نیز با انتشار اطلاعیه‌ای از هاشمی به عنوان مرد بزرگی با شصت سال مبارزه با استبداد و استعمار یاد کرده.[۲۶]
- علی‌اکبر ناطق‌نوری رئیس دفتر بازرسی رهبر ایران نیز در پیام تسلیتی نوشته‌است: خبر ارتحال مبارز بزرگ انقلاب، یار وفادار امام و رهبری و همسنگر پیشکسوتم حضرت آیت‌الله هاشمی رفسنجانی عمق جانم را سوزاند.[۲۷]
- خانواده مهدی کروبی در پیام تسلیت شان نوشته‌اند، آقای هاشمی پس از انقلاب مسئولیت‌های مهمی بر عهده داشت، اما نقطه عطف او پس از انقلاب را می‌توان در حوادث پس از سرکوب خشن ۸۸ دید. جایی که او ماندن در کنار مردم را بر قدرت حاکم ترجیح داد.

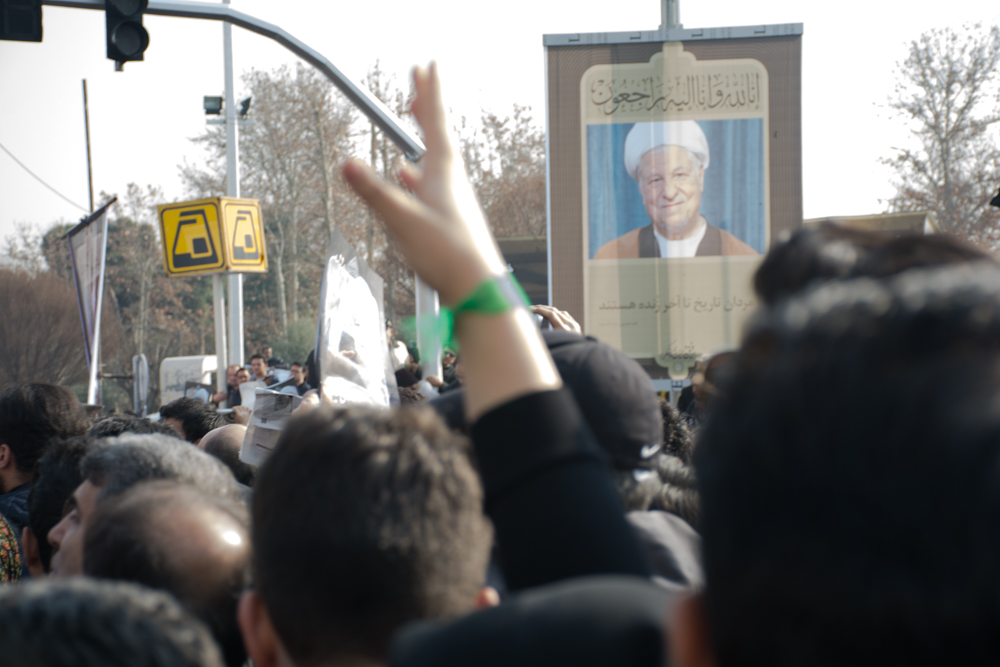
تششیع پیکر رفسنجانی، حضور طرفداران جنبش سبز بین جمعیت در مقابل تئاتر شهر

- تششیع پیکر رفسنجانی، حضور طرفداران جنبش سبز بین جمعیت در مقابل تئاتر شهردختران میرحسین موسوی و زهرا رهنورد در پیامی درگذشت هاشمی را از سوی والدینشان به خانواده وی تسلی گفته‌اند و نوشته‌اند، اگر چه ایشان با قلبی زخم خورده ناشی از هجوم بی رحمانه اتهام‌ها، هتاکی‌ها و جفای بسیاری که به دلیل همدلی با مردم تحمل کرد دار فانی را وداع گفت اما این همدلی‌ها بنا بر وعده الهی ماجور در نزد حضرت حق و در کار مجاهدت‌های فراموش نشدنی در سال‌های قبل و پس از انقلاب چه در نقش انقلابی جان‌برکف یا در جایگاه مسئولیت‌های مختلف در نظام محکم و روشن و مؤثر باقی خواهد ماند.
- سید حسن خمینی با انتشار پیامی درگذشت اکبر هاشمی رفسنجانی را تسلیت گفت و افزود: فقدان آیت‌الله هاشمی نه تنها درگذشته‌استوانه محکم خردورزی بود بلکه فقد خوبی‌هایی است که از آیت‌الله خمینی برای ما به یادگار ماند.[۲۸][۲۹]
- هاشمی شاهرودی نیز در پیامی درگذشت هاشمی را تسلیت گفته‌است.[۳۰]

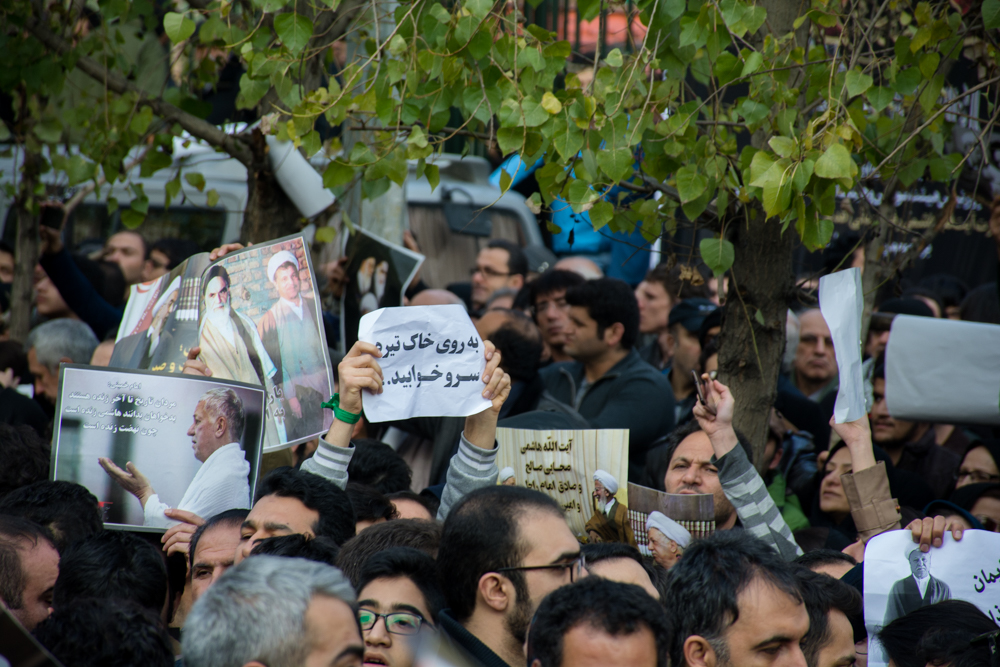
دستنوشته و پوسترهای مردم شرکت‌کننده در مراسم تشییع در مقابل دانشگاه تهران

- دستنوشته و پوسترهای مردم شرکت‌کننده در مراسم تشییع در مقابل دانشگاه تهرانجواد ظریف در پیام خود هاشمی را ستونی سترگ برای انقلاب دانست؛ که از دست رفته‌است.[۳۱]
- سید علی سیستانی در پیامی به محمد هاشمی درگذشت برادر را تسلیت گفت.[۳۲]
- مصطفی پورمحمدی وی در پیامی مرگ ناگهانی او را اندوه‌بار دانست و وی را رادمرد صبور روزهای دشوار، فرمانده کاردان صحنه‌های مدیریت و یار غمگسار خمینی ذکر کرد.[۳۳]
- محمد محمدی ری‌شهری: جای ایشان پر شدنی نیست ایشان نقش بی بدیلی در نظام و انقلاب داشتند. حتماً کسی که بتواند جای آقای هاشمی در نظام اسلامی نداریم یا بسیار کم داریم من که سراغ ندارم.
- محمدعلی جعفری فرمانده کل سپاه پاسداران، در پیامی درگذشت هاشمی رفسنجانی را به رهبر و ملت و خانواده وی تسلیت گفت.[۳۴]
- محمود احمدی‌نژاد در پیامی از درگذشت هاشمی ابراز تاسف کرد و وی را از مبارزین صدر نهضت آیت‌الله خمینی و یار دیرین رهبری و از جمله مؤثرترین چهره‌های سیاسی دهه‌های اخیر کشور دانست.[۳۵]
- صادق لاریجانی، هاشمی رفسنجانی را مجاهدی خستگی ناپذیر و شخصیتی مؤثر در فراز و نشیب‌های انقلاب توصیف کرد.[۳۶]
- سید احمد علم‌الهدی در پیامی آیت‌الله هاشمی رفسنجانی، را یار دیرین آیت‌الله خمینی دانست و مرگش مایه تاسف همه کسانی هست که در مبارزه با رژیم شاهنشاهی نقش داشته‌اند.[۳۷]
- محمدتقی مصباح یزدی: آیت‌الله هاشمی‌رفسنجانی قبل و بعد از انقلاب اسلامی در خدمت نظام اسلامی بوده و خدمات فراوانی نسبت به نظام اسلامی داشتند.[۳۸]
- علی مطهری نیز گفت در سال‌های اخیر مقداری با ایشان خوب برخورد نشد ولی وی تا آنجایی که مصلحت نظام را تشخیص می‌داد کار خود را انجام می‌داد و علی‌رغم اینکه مورد هجوم و توهین قرار گرفت از محبوبیتش کاسته نشد و کسی بود که خالصانه برای خدا کار می‌کرد.[۳۹]
- علی اکبر ولایتی مرگ هاشمی را یک فقدان بسیار عظیم دانست و اعلام کرد که هیچ جایگزینی برای وی نیست.[۴۰]
- احمد جنتی در پیامی درگذشت وی را تسلیت گفت.[۴۱]
- محمدباقر قالیباف در پیامی هاشمی را یار نزدیک خمینی دانست و مرگ وی را به ملت و رهبر و خانواده وی تسلیت گفت.[۴۲]
- سید حسن نصرالله نیز پیام تسلیتی برای درگذشت هاشمی صادر کرد.[۴۳]
- عبدالعلی علی‌عسکری در پیامی، فقدان هاشمی رفسنجانی را ضایعه‌ای دردناک دانست و این ضایعه را به خامنه‌ای، مردم ایران و بیت خامنه‌ای تسلیت گفت.[۴۴]
- مهدی چمران در پیامی درگذشت هاشمی رفسنجانی را تسلیت گفت.[۴۵]
- داریوش ارجمند: یادش همچون امیرکبیر در قلب‌ها جاودان خواهد بود.[۴۶]
- بیت حسینعلی منتظری در پیامی درگذشت رفسنجانی را تسلیت گفت.
- سعید قاسمی با انتقاد از نحوه تشییع آن را بی‌احترامی به مردم دانست. وی در اظهاراتش گفت: «... نخ تسبیح جریان انحرافی پاره شد. هرچی بخواهند بدوند اینها الان آدم بتراشند، دیگه ما به آن مسیر برنمی‌گردیم».
 اظهارات قاسمی با واکنش‌های تند و اعتراض آمیز برخی از رسانه‌ها مواجه شد.[۴۷][۴۸][۴۹]

محمود دعایی، کمال خرازی، محسن رضایی، حداد عادل، عبدالله جوادی آملی، حسین نوری همدانی، احمد خاتمی، ناصر مکارم شیرازی، علی شمخانی، موسوی لاری، محمدرضا عارف، حائری شیرازی، محسنی اژه‌ای، محسن مهرعلیزاده، شهیندخت مولاوردی، منوچهر متکی، موسوی خوئینی‌ها، سید محمود علوی، مسعود پزشکیان، عبدالله نوری، معصومه ابتکار، دری نجف آبادی، محمدباقر نوبخت، صفایی فراهانی، صادق زیباکلام، احمد منتظری، سید یحیی صفوی، زهرا مصطفوی نیز پیام تسلیت دادند.

### واکنش احزاب و گروه‌ها وامامان جمعه
- سازمان بسیج مستضعفین نیز پیامی برای درگذشت وی صادر کرد.[۵۷]
- ارتش جمهوری اسلامی ایران در این پیام آمده‌است، خبر درگذشت آیت‌الله هاشمی رفسنجانی، که نمونه‌ای از مبارزان انقلابی و تکیه گاهی مطمئن برای نظام، کشور و انقلاب بود، غمی بزرگ می‌باشد که جامعه را سوگوار نمود.[۵۸]
- سپاه پاسداران در پیامی نام هاشمی رفسنجانی را از اجزای غیرقابل انفکاک تاریخ نهضت اسلامی توصیف کرد.[۵۹]
- جامعه مدرسین حوزه علمیه قم و شورای عالی حوزه‌های علمیه در پیامی درگذشت آیت‌الله هاشمی رفسنجانی را تسلیت گفت.[۶۰]

همچنین اکثر امامان جمعه و استانداران و فرمانداران استان‌های کشور و وزارت خانه‌ها درگذشت هاشمی را تسلیت گفتند.
- چندین احزاب و گروه مختلف از جمله رهبر جنبش انصارالله یمن،[۶۲] فراکسیون امید[۶۳] حزب اراده ملت،[۶۴] حزب اتحاد ملت،[۶۵] حزب کارگزاران سازندگی، حزب نهضت آزادی ایران، حزب اعتماد ملی، حزب ندای ایرانیان و مجمع روحانیون مبارز پیام تسلیتی صادر کردند.

### واکنش‌های خارجی
مرگ هاشمی بازتاب گسترده‌ای در جهان داشت و ده‌ها نفر از سران کشورهای مختلف به مرگ وی واکنش نشان دادند.
- ولادیمیر پوتین رئیس‌جمهور روسیه با ارسال پیامی به رئیس‌جمهور ایران درگذشت هاشمی رفسنجانی را تسلیت گفت.[۶۷][۶۸]
- شینزو آبه نخست‌وزیر ژاپن در پیام تسلیت خود، ابراز تاسف و همدردی با ملت ایران کرده‌است.[۶۹]
- لو کانگ سخنگوی وزارت خارجه چین درگذشت هاشمی رفسنجانی، رئیس مجمع تشخیص مصلحت نظام را تسلیت گفت.[۷۰]
- جان کری سخنگوی وزارت امور خارجه آمریکا، هاشمی رفسنجانی را یکی از شخصیت‌های برجسته تاریخ جمهوری اسلامی ایران خواند و درگذشت وی را تسلیت گفت.[۷۱]
- فرانک والتر اشتاین مایر وزیر خارجه آلمان در پیامی به محمدجواد ظریف، درگذشت هاشمی رفسنجانی را به مردم و دولت جمهوری اسلامی ایران تسلیت گفت. .[۷۲]
- سرجیو ماتارلا رئیس‌جمهوری ایتالیا در پیامی به حسن روحانی با ابراز تاسف از درگذشت هاشمی رفسنجانی، درگذشت وی را از طرف دولت و ملت ایتالیا به ملت ایران تسلیت گفت.[۷۳]
- آندژی دودا رئیس‌جمهوری لهستان در پیامی درگذشت هاشمی رفسنجانی را به حسن روحانی تسلیت گفت.[۷۴]
- رایموندز ویونیس رئیس‌جمهوری لتونی در پیامی به حسن روحانی ضمن ابراز تسلیت به مناسبت درگذشت هاشمی رفسنجانی، از وی به عنوان یک شخصیت مهم سیاسی که به دنبال توسعه روابط تهران با سایر کشورهای جهان بود، یاد کرد.[۷۵]
- الکساندر لوکاشنکو رئیس‌جمهور بلاروس در پیامی درگذشت هاشمی‌رفسنجانی را به رئیس‌جمهور و ملت ایران و بستگان و دوستداران هاشمی تسلیت گفت.[۷۶]
- باقر عزت بگوویچ رئیس‌جمهور بوسنی و هرزگوین در پیامی درگذشت هاشمی رفسنجانی را تسلیت گفت.[۷۷]
- رجب طیب اردوغان رئیس‌جمهور ترکیه و مولود چاووش‌اوغلو وزیر خارجه ترکیه در پیامهای جداگانه به همتایان ایرانی خود درگذشت رئیس مجمع تشخیص مصلحت نظام را تسلیت گفتند.[۷۸][۷۹]
عبدالله گل رئیس‌جمهور سابق ترکیه نیز در پیامی توییتری ضمن اعلام اینکه از شنیدن خبر درگذشت آیت‌الله هاشمی بسیار ناراحت شده، این ضایعه را به خانواده وی و ملت ایران تسلیت گفت و طلب آرامش روح او در جوار حق تعالی را کرد.[۸۰]
- الهام علی‌اف رئیس جمهورآذربایجان درگذشت هاشمی رفسنجانی را به رهبر و رئیس‌جمهور ایران تسلیت گفت.
- سرژ سرکیسیان رئیس‌جمهور ارمنستان درگذشت هاشمی رفسنجانی رئیس‌جمهوری سابق و رئیس مجمع تشخیص مصلحت نظام را تسلیت گفت و او را در یاد ارمنستانی‌ها ماندگار خواند.[۸۱]
- بشار اسد رئیس‌جمهور سوریه نیز در پیامی در گذشت هاشمی را تسلیت گفت.[۸۲]
- فؤاد معصوم رئیس‌جمهور عراق درگذشت اکبر هاشمی رفسنجانی، را به همتای ایرانی اش حسن روحانی تسلیت گفت.
نوری مالکی نخست‌وزیر سابق عراق در پیامی درگذشت رفسنجانی، را به سید علی خامنه‌ای، تسلیت گفت.
عمار حکیم رئیس ائتلاف ملی عراق نیز در پیامی درگذشت هاشمی رفسنجانی را به دولت، ملت و رهبر ایران تسلیت گفت.[۸۳]
- مسعود بارزانی نیز باارسال پیامی به حسن روحانی رئیس‌جمهور ایران، درگذشت هاشمی رفسنجانی را تسلیت گفت.[۸۴]
- میشل عون رئیس‌جمهوری لبنان با ارسال پیامی برای حسن روحانی رئیس‌جمهوری ایران درگذشت اکبر هاشمی رفسنجانی، رئیس‌جمهوری اسبق ایران را تسلیت گفت و تأکید کرد که ایشان همواره حامی لبنان و فرزندان و یکپارچگی آن بود.
سعد حریری نخست‌وزیر لبنان در پیامی آیت‌الله اکبر هاشمی رفسنجانی را شخصیتی معتدل دانسته و از مرگ وی ابراز تاسف کرد[۸۵]
سید حسن نصرالله در پیامی درگذشت هاشمی رفسنجانی رئیس مجمع تشخیص مصلحت نظام را تسلیت گفت و اعلام کرد: وی در طول مدت ۳۴ سال، حامی مقاومت در لبنان بود.[۸۶]
- عبدالله دوم پادشاه اردن در پیام تسلیت خود درگذشت هاشمی رفسنجانی را به حسن روحانی رئیس‌جمهور ایران تسلیت گفت.[۸۷]
- سلطان قابوس پادشاه عمان در پیامی به رئیس‌جمهور ایران، درگذشت هاشمی رفسنجانی رئیس تشخیص مصلحت نظام را به دولت، ملت و خانواده ایشان تسلیت گفت.[۸۸]
- خلیفه بن زاید آل نهیان حاکم ابوظبی و محمد بن راشد آل مکتوم حاکم دبی با ارسال پیامهای جداگانه به حسن روحانی، رئیس‌جمهور ایران، درگذشت هاشمی رفسنجانی را تسلیت گفتند.[۸۹][۹۰]
- صباح احمد جابر صباح امیر کویت در پیامی درگذشت رئیس مجمع تشخیص مصلحت نظام ایران را به حسن روحانی تسلیت گفت.[۹۱]
- تمیم بن حمد بن خلیفه آل ثانی امیر قطر در پیامی به حسن روحانی رئیس‌جمهور درگذشت هاشمی رفسنجانی را تسلیت گفت.[۹۲]
- سلمان بن عبدالعزیز آل سعود پادشاه عربستان سعودی نیز با تسلیتی دیر هنگام نسبت به دیگر حکام و سیاست مداران؛ با صدور پیامی درگذشت هاشمی رفسنجانی رئیس مجمع تشخیص مصلحت نظام را به خانواده وی تسلیت گفت.[۹۳]
- حمد بن عیسی آل‌خلیفه امیر بحرین نیز در پیامی به حسن روحانی رئیس‌جمهوری ایران، درگذشت هاشمی را تسلیت گفت.[۹۴]
- نارندرا مودینخست‌وزیر هند در توییتی اعلام کرد از طرف یک میلیارد و ۲۵۰ میلیون نفر از هموطنانم عمیق‌ترین تسلیت‌ها را برای درگذشت آیت‌الله هاشمی رفسنجانی به ملت ایران ابراز می‌کنم.[۹۵]
- نواز شریف نخست‌وزیر پاکستان با ابراز تأثر و تاسف عمیق، از جانب ملت و دولت پاکستان، ضایعه درگذشت آیت‌الله هاشمی رفسنجانی، رئیس‌جمهوری پیشین ایران را به ملت برادر ایران تسلیت می‌گویم.[۹۶]
- محمد اشرف غنی رئیس‌جمهور افغانستان در پیام خود گفته‌است که اکبر هاشمی رفسنجانی در جریان زعامتش در ریاست جمهوری ایران و همچنان در وظایف مختلف دیگر، در مسایل منطقه یک شخصیت تأثیرگذار بود و در قلوب طرفداران خویش محبوبیت داشت.[۹۷]
حامد کرزای رئیس‌جمهور سابق افغانستان، درگذشت آیت‌الله هاشمی رفسنجانی را تسلیت گفت.[۹۸]
عبدالله عبدالله ریاست اجرایی حکومت وحدت ملی افغانستان به مناسبت درگذشت هاشمی رفسنجانی رئیس مجمع تشخیص مصلحت نظام جمهوری اسلامی ایران پیام تسلیتی منتشر کرد.
 سید حسن صفایی دومین فرمانده مقاومت علیه طالبان در شمال افغانستان، معاون اول شورای مرکزی حزب اعتدال افغانستان و رئیس عمومی بنیاد فرهنگی راه تقوی و روزنامه عصرنو در بیانیه‌ای درگذشت رئیس مجمع تشخیص مصلحت نظام جمهوری اسلامی ایران را تسلیت گفتند. [نیازمند منبع]
- امامعلی رحمان رئیس‌جمهور تاجیکستان با ارسال پیامی برای حسن روحانی، رئیس‌جمهور ایران، درگذشت اکبر هاشمی رفسنجانی را تسلیت گفت.
- نورسلطان نظربایف رئیس‌جمهور قزاقستان با صدور پیامی خطاب به حسن روحانی درگذشت هاشمی رفسنجانی را تسلیت گفت.[۹۹]
- محمد ولد عبدالعزیز رئیس‌جمهور موریتانی در پیام خود نوشته‌است؛ با غم و اندوه خبر مرگ رئیس‌جمهور پیشین ایران را دریافت کردیم. تسلیت صمیمانه خود را به شما ملت ایران و خانواده آن مرحوم اعلام کرده و از خداوند متعال برای او رحمت و برای شما صبر و بردباری مسألت داریم.[۱۰۰]
- جاکوب زوما رئیس‌جمهور آفریقای جنوبی هاشمی را از پیشروان برقراری و گسترش روابط سیاسی و اقتصادی ایران با کشورهای آفریقایی و به ویژه با آفریقای جنوبی دانست که در دوره ریاست جمهوری خود نقش به سزایی در این زمینه ایفا کرد.[۱۰۱]
- الحسن واتارا رئیس‌جمهور ساحل عاج در پیامی به حسن روحانی رئیس‌جمهور ایران مراتب تسلیت خود و ملتش را به مناسبت درگذشت هاشمی رفسنجانی ابراز کرد.
- عبدالعزیز بوتفلیقه رئیس‌جمهور الجزایر با ارسال پیامی به حسن روحانی درگذشت هاشمی رفسنجانی را تسلیت گفت.[۱۰۲]
- دانیل اورتگا رئیس‌جمهور نیکاراگوئه در پیامی خطاب به رهبر ایران درگذشت اکبر هاشمی رفسنجانی، رئیس مجمع تشخیص مصلحت نظام را تسلیت گفت.[۱۰۳]
- مولاتو تشومه رئیس‌جمهوری اتیوپی در پیامی به حسن روحانی درگذشت رئیس مجمع تشخیص مصلت نظام را تسلیت و با مردم و دولت ایران ابراز همدردی کرد.[۱۰۴]
- رائول کاسترورئیس‌جمهوری کوبا نیز در پیامی خطاب به حسن روحانی رئیس‌جمهوری اسلامی ایران، درگذشت اکبر هاشمی رفسنجانی را به وی و خانواده هاشمی رفسنجانی تسلیت گفت.[۱۰۵]
- دولت ونزوئلا با ارسال پیامی تسلیت خود را به مناسبت درگذشت رئیس‌جمهوری اسبق ایران به دولت و ملت ایران ابلاغ کرد. در این پیام آمده‌است هاشمی نقش کلیدی و برجسته‌ای در حیات سیاسی انقلاب ایران و تشکیل جمهوری اسلامی داشت و در شرایط سخت در برابر زورگویی‌های امپریالیستی آمریکا ایستادگی کرد.[۱۰۶][۱۰۷]
- نماینده سازمان ملل متحد در ایران نیز درگذشت هاشمی رفسنجانی را از طرف تمام کارکنان این سازمان تسلیت گفت.[۱۰۸]
- یوکیا آمانو مدیرکل آژانس بین‌المللی انرژی اتمی با حضور در سفارت ایران در وین ضمن ادای احترام و تسلیت درگذشت هاشمی رفسنجانی به ملت و دولت ایران، دفتر یادبود وی را امضا کرد.[۱۰۹]

## اعلام عزای عمومی
هیئت دولت ایران در اطلاعیه‌ای علاوه بر سه روز عزای عمومی، روز سه شنبه مصادف با روز تشییع هاشمی رفسنجانی را تعطیل رسمی اعلام کرد. همچنین دانشگاه آزاد نیز در اطلاعیه‌ای اعلام کرد، کلیه فعالیت‌های اداری، آموزشی و خدماتی این دانشگاه در روزهای دوشنبه و سه‌شنبه ۲۰ و ۲۱ دیماه ۱۳۹۵ تعطیل است.

## بازتاب داخلی و جهانی در رسانه‌ها
لحظاتی پس از درگذشت اکبر هاشمی رفسنجانی، خبرگزاری‌های خارجی به سرعت به پوشش خبر درگذشت وی پرداختند. خبرگزاری‌های آسوشیتدپرس، گاردین، یو اس ای تودی، ایندیپندنت، فرانس۲۴، بی‌بی‌سی، رویترز، سی بی اس، نیوزویک، یدیعوت آحارنوت، پایگاه اینترنتی روزنامه ال پاییس اسپانیا، فاکس نیوز، سی ان ان، نیویورک تایمز، سی ان بی سی، دیلی استار، ان پی آر، هافینگتون پست، الاخبار، شبکه تلویزیونی لایف نیوز روسیه، شین هوا خبرگزاری رسمی چین، شبکه ان اچ کی ژاپن، تارنمای کوریا تایمز کره جنوبی و بسیاری از خبرگزاری دیگر جهان، این خبر را درصدر اخبار خود قرار دادند.
در شبکه اجتماعی توییتر نیز هشتگ هاشمی رفسنجانی به ترند دوم جهان تبدیل شد.
برخی از روزنامه‌ها به چاپ دوم رسیدند. همچنین صفحه نخست بسیاری از روزنامه‌ها تیتر اصلی خود را به درگذشت هاشمی اختصاص دادند.